# Itești
Itești település és községközpont Romániában, Moldvában, Bákó megyében.

## Fekvése
Románvásártól délre, a DN2-es út mellett fekvő település.

## Története
Községközpont, 4 falu: Ciumași, Dumbrava, Făgețel és Itești tartozik hozzá.
A 2002-es népszámláláskor 1393 lakosa volt, melynek 96,62%-a román, ebből 95,86% görögkeleti ortodox, 1,31% római katolikus, a többi egyéb volt.
A 2011-es népszámlálás adatai szerint 1598 lakosa volt.